# Pinna carnea
El rompechinchorro (Pinna carnea) es una especie de molusco bivalvo de la familia Pinnidae, descrita por el naturalista alemán Johann F. Gmelin en 1791.

## Nombre común
En Venezuela se le denomina con diferentes nombres vernáculos como rompe chinchorro, hacha o concha abanico. En inglés se suele denominar Amber Penshell.

## Descripción de la concha

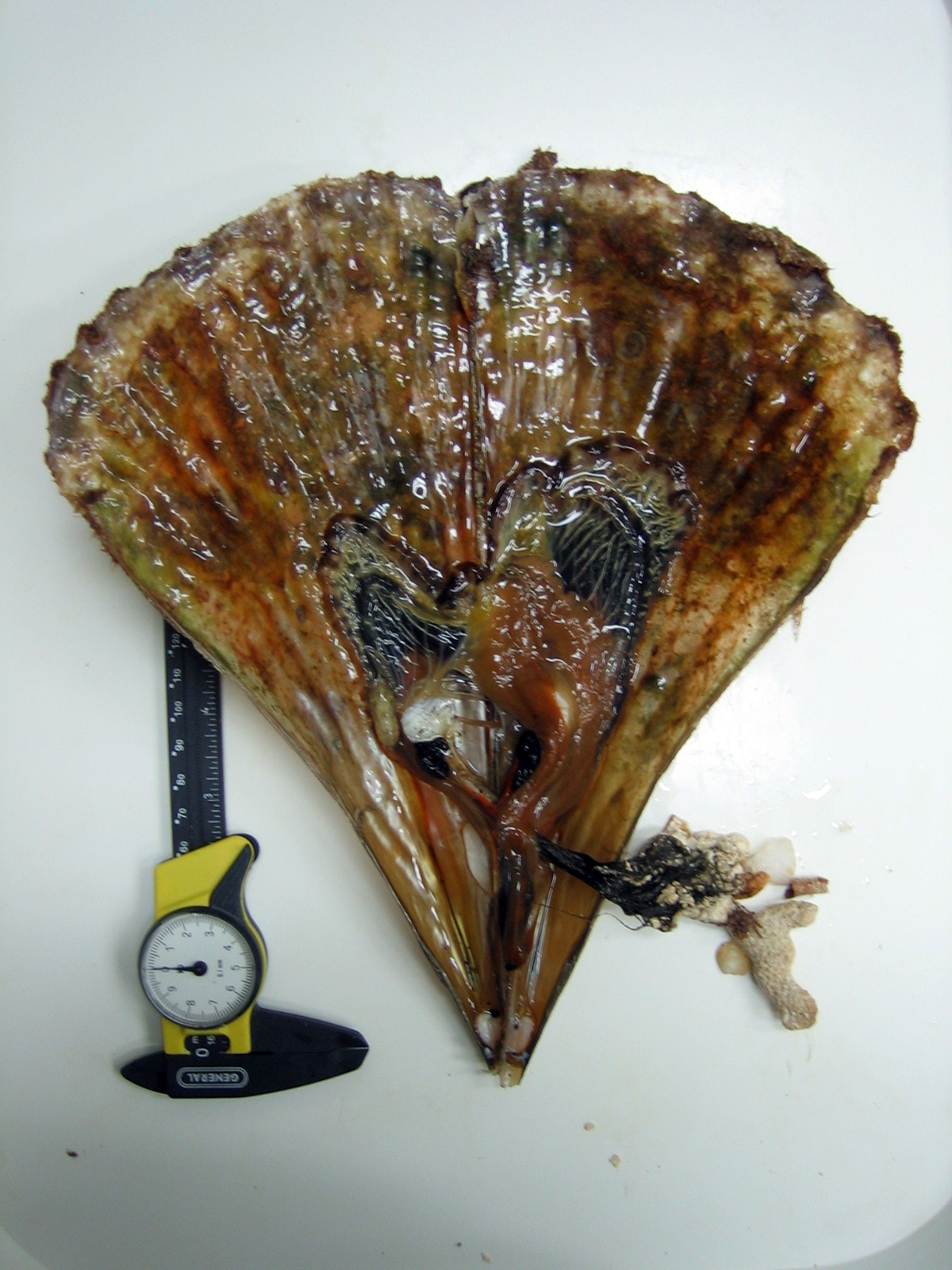
Imagen de una pinna carnea.

La concha de Pinna camea se caracteriza por presentar valvas entreabiertas, frágiles estrechas y alargadas, en forma de abanico como todas las especies de la familia Pinnidae, puede alcanza en los adultos tallas de entre 25 y 30 cm de largo, semitraslucida de color variable, desde pardo a rosado-naranja, ocasionalmente con 8-12 costillas radiales pronunciadas con proyecciones espinosas. La conchas presenta viso estructura secretada por el animal para sujeta la concha al sustrato, se observa poco desarrollo del músculo aductor anterior mientras que posterior presenta gran desarrollo.

## Hábitat
De hábito béntico, vive comúnmente enterrada en fondos arena-fangosos en aguas someras. Fijadas al sustrato por un viso de color verde. Generalmente se le halla en ambientes de alta energía de corriente y oleaje.

## Distribución
Se le localiza en océano Atlántico occidental, desde el sur de Florida donde suele ser raro observarla y es las Bahamas y Bermudas donde suele ser muy abundante, se distribuye por todo el Mar Caribe hasta las costas de Brasil.

### Distribución en las costas de Venezuela
La especie Pinna carnea ha sido señala en Venezuela para los estados: 
Estado Aragua: 
- La Ciénaga de Ocumare de La Costa:.[10]

Dependencias Federales:
- Archipiélago de Los Roques.[11][12]
- Isla Aves.[11]

Estado Falcón:
- Cujicito.[13]
- El Codo.[13]

Estado Miranda:
- Higuerote.[14]
- Carenero.[15]

Estado Nueva Esparta
- Isla de Cubagua.[16]
- Isla de Margarita.[16]

Estado Sucre
- Bahía de Mochima.[17]
- Península de Araya.[16]

- Tocuchare - Golfo de Cariaco.[18]

Estado Vargas:
- Caraballeda, Laguna Beach.:[10]